# پیونیک (روستا)
پیونیک (به ارمنی: Փյունիկ) یک روستا در ارمنستان است که در استان کوتایک واقع شده‌است. در کیلومتری شمال  هرازدان، مرکز استان کوتایک واقع شده‌است.
| سال   | ۱۸۳۱ | ۱۸۹۷ | ۱۹۲۶ | ۱۹۳۹ | ۱۹۵۹ | ۱۹۷۰ | ۱۹۷۹ | ۲۰۰۱ | ۲۰۰۴ |
| جمعیت | ۲۳   | ۳۴۱  | ۲۳۸  | ۴۰۱  | ۴۵۵  | ۸۱۴  | ۹۲۹  | ۳۹۶  | ۳۳۰  |